# ロース (小惑星)
ロース (19129 Loos) は小惑星帯の小惑星である。チェコのクレチ天文台 (Hvězdárna Kleť) でアントニーン・ムルコスが発見した。
オーストリアの建築家、アドルフ・ロース（Adolf Loos, 1870年 - 1933年）に因んで命名された。